# Lutz Streitenbürger
Lutz Streitenbürger (* 21. Dezember 1944) ist ein ehemaliger deutscher Fußballspieler.

## Laufbahn
Streitenbürger debütierte am 4. September 1966 unter Trainer Oswald Pfau an der Seite von Klaus Beckfeld, Franz Schäffner und Heinz Schmitt im Mittelfeld des VfR Mannheim in der Fußball-Regionalliga Süd. Die Blau-Weiß-Roten feierten einen 3:2-Auswärtserfolg bei Schwaben Augsburg. Am Rundenende belegten die Rasenspieler den fünften Rang und Streitenbürger hatte in 23 Spielen mit zwei Toren den Bundesligisten Karlsruher SC auf sich aufmerksam machen können. Er wechselte zur Saison 1967/68 zu den Blau-Weißen vom Wildparkstadion. Seinen ersten Bundesligaeinsatz erfuhr der Mannheimer unter dem französischen Trainer Paul Frantz am 14. Oktober 1967. Der KSC gewann das Heimspiel gegen den Hamburger SV mit 2:1 Toren und Streitenbürger hatte dabei mit Willi Dürrschnabel, Klaus Zaczyk und Günter Herrmann das KSC-Mittelfeld gebildet. Bis zum Rundenende kamen noch sechs weitere Bundesligaeinsätze hinzu. Der KSC stieg aber als Tabellenletzter in die Regionalliga Süd ab.
Wo Streitenbürger die Saison 1968/69 verbracht hat, ist nicht nachvollziehbar. In den zwei Runden 1969/70 und 1970/71 gehörte er aber wieder dem VfR Mannheim in der Regionalliga Süd an. Am 24. August 1969, wurde er vom VfR-Trainer Heinz Elzner in der 75. Minute für Dietmar Danner beim Spiel gegen Hessen Kassel eingewechselt und hatte am Rundenende 1969/70 13 Einsätze absolviert. Sein letzter Regionalligaeinsatz datiert vom 14. März 1971 als der VfR mit 1:2 das Auswärtsspiel beim FC Schweinfurt 05 verlor und Trainer Kurt Keuerleber Streitenbürger in der 46. Minute einwechselte.